# Windsor Forest
Windsor Forest ist eine Siedlung bei Saint David’s im Südosten des Inselstaates Grenada in der Karibik.

## Geographie
Die Siedlung liegt im Hinterland des Kirchspiels Saint David zwischen 200 und 400 m Höhe, zusammen mit den Ortsteilen Champs Fleurs, Morne Tranquille und Vincennes.
Der Ort ist über Syracuse mit der Küste verbunden.